# Justice coupable
Justice coupable (Retribution ou Fatal Justice) est un téléfilm américain réalisé par Michael Feifer, le 17 mai 2013 sur Lifetime Movie Network, en France le 10 novembre 2012 sur TF1 et en Belgique le 24 février 2015 sur la RTBF.

## Synopsis
Karen et sa nièce Ashley sont témoins d'un braquage. une fusillade éclate et la fillette est prise en otage mais elle est relâchée par les braqueurs sur la route, elle sombre dans le coma. Karen va donc tout faire pour retrouver les braqueurs qui ont blessé sa nièce. Seule, sans l'aide de la justice, elle va les retrouver et les tuer à l'aide d'un revolver. Frank, le lieutenant qui s'occupe de cette affaire, va l'aider mais va la soupçonner peu de temps après. Étant jeune avec son frère elle est allée à une soirée, Bobby Lean agressa Karen, son frère l'a défendue et se fat tirer dessus par celui-ci. L'affaire ne fut pas suivie par la justice. i
Karen finit par tuer le dernier ravisseur, Bobby. Elle se met ensuite en couple avec le lieutenant et la fillette s'en sort sans aucune séquelle.

## Fiche technique
- Titre original : Retribution ou Fatal Justice
- Réalisation : Michael Feifer
- Scénario : Shannon Hile et Richard Eden
- Musique : Andres Boulton
- Pays : États-Unis
- Durée : 89 minutes

## Distribution
- Cynthia Watros (VF : Véronique Picciotto) : Karen
- Brian Krause (VF : Serge Faliu) : Frank
- Frances Fisher (VF : Blanche Ravalec) : Betty
- Kym Jackson (en) : Lisa
- Gary Kohn (VF : Damien Boisseau) : Bobby Lean
- Danika Yarosh : Ashlee Simmons
- Brien Perry (VF : Marc Saez) : Marvin Nichols
- Nicholas Guilak : Détective Jesse Kattan
- Timothy Oman : George Shaw
- Jen Nikolaisen : Ronnie

Source et légende : Version française (VF) sur RS Doublage